# فرودگاه دیدآ
فرودگاه دیدآ (به انگلیسی: Djedaa Airport) یک فرودگاه همگانی است. این فرودگاه در کشور چاد قرار دارد.